# Burdenko-Kommission
Die Burdenko-Kommission, vollständige amtliche Bezeichnung: Spezialkommission zur Feststellung und Untersuchung der Umstände der Erschießung der kriegsgefangenen polnischen Offiziere durch die deutsch-faschistischen Eroberer im Wald von Katyn (Специальная Комиссия по установлению и расследованию обстоятельств расстрела немецко-фашистскими захватчиками в Катынском лесу военнопленных польских офицеров, Spezijalnaja Komissija po ustanowleniu i rassledowaniu obstojatelstw rasstrela nemezko-faschistskimi sachwattschikami w Katynskom lessu wojennoplennych polskich ofizerow), war ein im Herbst 1943 von der politischen Führung in Moskau berufenes Gremium, das unter der Leitung des Chefchirurgen der Roten Armee, Nikolai Burdenko die deutsche Täterschaft beim Massaker von Katyn zu bezeugen hatte. Der von ihr 1944 vorgestellte Bericht war bis 1990 die offizielle sowjetische Version.

## Vorgeschichte

### Reaktion auf deutsche Kampagne
Die Entdeckung der Massengräber im Wald von Katyn bei Smolensk durch Soldaten der Wehrmacht im Februar 1943 nahm Propagandaminister Joseph Goebbels zum Anlass für eine Propagandakampagne, die einen Keil zwischen die Westalliierten und ihre sowjetischen Verbündeten treiben sollte. Im Rahmen dieser Kampagne lud das Auswärtige Amt in Berlin eine Gruppe von Gerichtsmedizinern aus mehreren europäischen Staaten nach Katyn ein. Diese Internationale Ärztekommission zum Massaker von Katyn kam zum Ergebnis, dass das Verbrechen im Frühjahr 1940 begangen worden sei. Somit kam nur eine sowjetische Täterschaft in Betracht, doch wurde diese Version von der Führung in Moskau zurückgewiesen. Das Auswärtige Amt gab im Juni 1943 eine Dokumentation heraus, die auch den Bericht der Ärztekommission enthielt.
Noch vor der Rückeroberung der Region Smolensk durch die Rote Armee im September 1943 beschloss die Führung in Moskau die Einberufung einer eigenen Untersuchungskommission, die das „Amtliche Material“ Berlins konterkarieren sollte. Den Entwurf für den Erlass über die Sonderkommission genehmigten der Chef der Geheimpolizei NKWD Lawrenti Beria, Außenminister Wjatscheslaw Molotow und sein Erster Stellvertreter Andrei Wyschinski, der frühere Generalstaatsanwalt der UdSSR. Es wurde festgelegt, dass die neue Kommission der „Außerordentlichen Staatlichen Kommission für die Feststellung und Untersuchung der Gräueltaten der deutsch-faschistischen Eindringlinge und ihrer Komplizen, und des Schadens, den sie den Bürgern, Kolchosen, öffentlichen Organisationen, staatlichen Betrieben und Einrichtungen der UdSSR zugefügt haben“ unterstehen sollte, die 1942 per Erlass von Michail Kalinin, dem Vorsitzenden des Obersten Sowjets, ins Leben gerufen worden war.

### Vorbereitung der Örtlichkeit
Unmittelbar nach der Rückeroberung der Region am 25. September 1943 riegelten Einheiten des NKWD das Dorf Katyn ab, auch bewachten sie den nahegelegenen Wald mit den Massengräbern. Beria beauftragte mit der Präparierung von Zeugen unter den Einwohnern der Region seinen früheren Stellvertreter Wsewolod Merkulow, der kurz zuvor an die Spitze des aus dem NKWD ausgliederten Volkskommissariats für Staatssicherheit (NKGB) getreten war, somit für Spionage und Spionageabwehr zuständig war. Merkulow hatte bereits bei den Vorbereitungen zur Ermordung der Polen 1940 die Dienstaufsicht geführt.
NKWD-Spezialisten fabrizierten oder besorgten Dokumente mit Daten zwischen Herbst 1940 und Sommer 1941. Sie sollten belegen, dass die kriegsgefangenen Polen in diesem Zeitraum noch lebten. Merkulow traf Ende September 1943 an der Spitze einer größeren Gruppe von Experten aus den Reihen des NKWD, des NKGB sowie des Militärgeheimdienstes Smersch in Katyn ein. Mit Hilfe von Baggern und Bulldozern wurden die Massengräber geöffnet, die Dokumente wurden einigen der Leichen beigegeben. Ebenso wurde ein Notizheft des von den deutschen Besatzern eingesetzten Bürgermeisters Boris Menschagin gefälscht, in dem er die Deutschen des Massenmordes bezichtigte. Menschagin hatte sich der Wehrmacht bei ihrem Rückzug aus der Region angeschlossen.
Der NKWD präparierte insgesamt 95 Zeugen, die die Täterschaft der Deutschen bestätigen sollten. Darunter waren 17 Einwohner der Region, deren Aussagen das „Amtliche Material“ der Deutschen zitierte oder die an den Exhumierungsarbeiten im Auftrag der Wehrmacht beteiligt waren. Ihnen wurde mit dem Tod gedroht, falls sie nicht die deutsche Täterschaft bezeugten. Mehrere von ihnen überlebten die Verhöre nicht. Merkulow persönlich leitete das Verhör des für drei Monate inhaftierten Astronomieprofessors Boris Basilewski, den die Deutschen als Vizebürgermeister von Smolensk eingesetzt hatten. Während der deutschen Besatzung hatte Basilewski auf öffentlichen Versammlungen die Bolschewiken als Täter angeprangert.

## Mitglieder

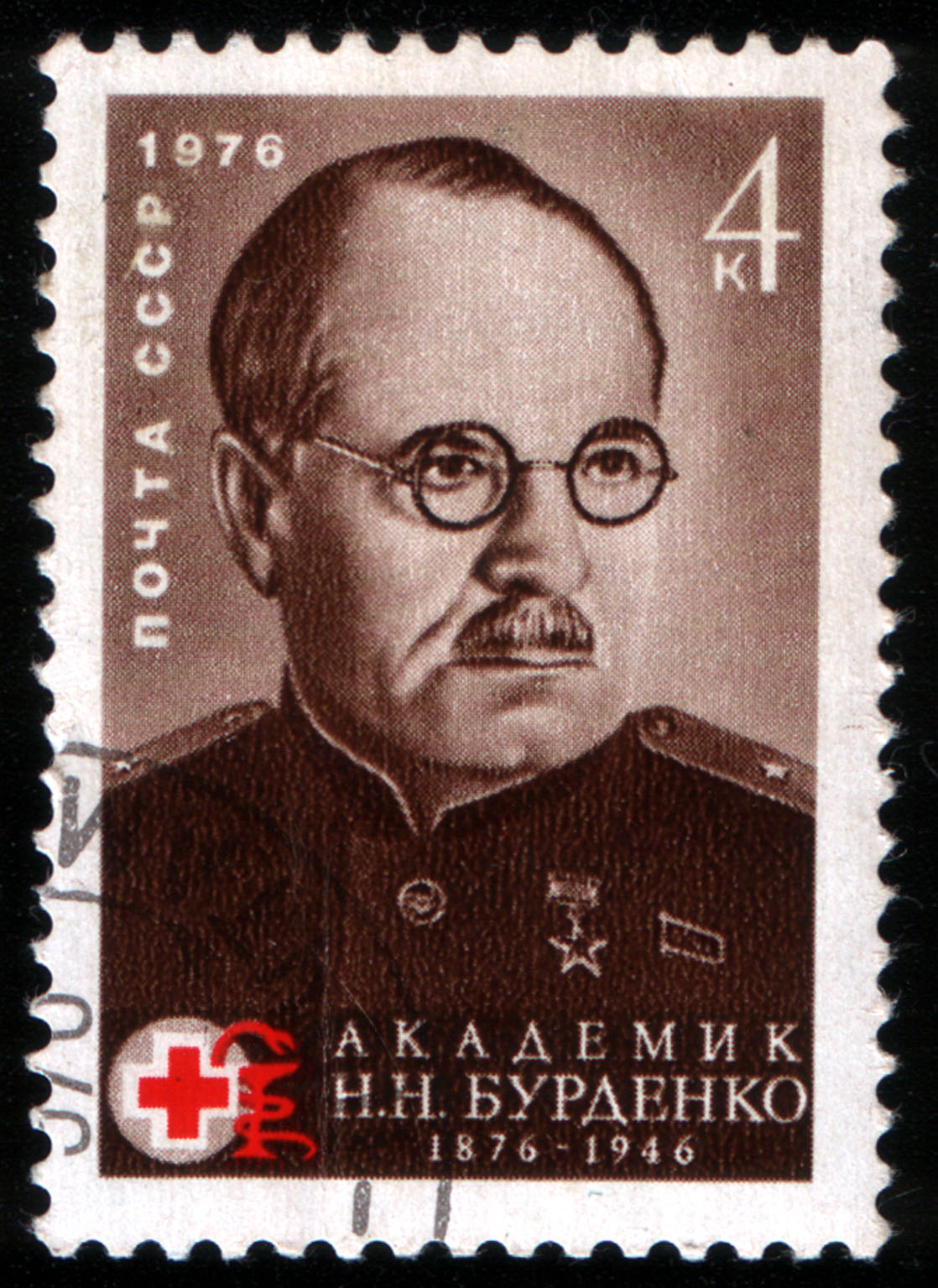
Briefmarke der Sowjetunion, Nikolai Burdenko, 1976 (Michel № 4471, Scott № 4438)

- Nikolai Burdenko, Generalleutnant im Sanitätsdienst der Roten Armee und als Medizinprofessor Spezialist für Unfallchirurgie, der bereits an anderen Orten mehr als 1000 in Massengräbern verscharrte russische Opfer der SS-Einsatzkommandos obduziert hatte.[13]
- Alexandr Gundorow, Generalleutnant der Ingenieurtruppen, Vorsitzender des Allslawischen Komitees
- Sergej Kolesnikow, Vorsitzender des Exekutivkomitees der Sowjetischen Gesellschaften des Roten Kreuzes und des Roten Halbmonds
- Roman Melnikow, Vorsitzender des Smolensker Bezirksexekutivkomitees
- Nikolai, Metropolit von Kiew und Halitsch
- Wladimir Potjomkin, Volkskommissar für Bildung der RSFSR und Präsident der Akademie der Wissenschaften der RSFSR, bis 1939 Vizeaußenminister der UdSSR
- Wiktor Prosorowski, Direktor des Wissenschaftlichen Forschungsinstituts für Gerichtsmedizin des Volkskommissariats für das Gesundheitswesen der UdSSR, zum Sekretär der Kommission bestimmt
- Jefim Smirnow, Generaloberst, Chef der militärmedizinischen Hauptverwaltung der Roten Armee
- Alexei Tolstoi, der frühere Vorsitzende des sowjetischen Schriftstellerverbandes, einer der am meisten gedruckten sowjetischen Autoren. Russische Literaturhistoriker sehen seine Teilnahme auch als Bewährungsprobe an: Stalin hatte kurz zuvor seinen Roman „Peter der Große“ und die Erstfassung seines Dramas „Iwan IV.“ kritisiert.[14]

Ausländische Experten wurden nicht eingeladen. Merkulow hatte zunächst auch mehrere im Moskauer Exil lebende Polen vorgeschlagen, darunter die Stalinistin Wanda Wasilewska und den Sozialisten Bolesław Drobner, der erst kurz zuvor nach vier Jahren aus dem Gulag entlassen worden war. Doch Stalin lehnte die Aufnahme von Polen in die Kommission ab.

## Tätigkeit

### Untersuchungen
Burdenko unterstand eine 75 Personen umfassende Gruppe aus medizinischem Personal, darunter fünf Professoren. Unter Leitung von Professor Prosorowski exhumierten sie zwischen dem 13. und 24. Januar 1944 Leichen aus den Massengräbern. Angeblich wurden 925 Leichen obduziert, doch wird diese Größenordnung von Historikern als völlig übertrieben angesehen, zumal keine Einzelprotokolle angefertigt wurden.
Den Akten zufolge tagte die Kommission nur ein einziges Mal, am 24. Januar 1944. An der Sitzung nahm Merkulow teil, obwohl er der Kommission nicht angehörte. Burdenko kommentierte auf der Sitzung Widersprüche in dem angeblichen Augenzeugenbericht eines Einwohners der Region, der bereits ausführlich im „Amtlichen Material“ der Deutschen zitiert worden war. Merkulow sagte daraufhin ein psychologisches Gutachten über diesen Zeugen zu.
Die Presseagentur TASS verbreitete ebenfalls am 24. Januar 1944 eine Meldung über den erfolgreichen Abschluss der Arbeit der Sonderkommission.

### Abschlussbericht
Bereits am 24. Januar legte Burdenko den Abschlussbericht der Sonderkommission vor, zwei Tage später veröffentlichte ihn das Parteiorgan „Prawda“ in voller Länge. Dem Bericht zufolge wurden die polnischen Offiziere im Frühjahr 1940 in die drei Lager 1-ON, 2-ON, 3-ON in der Region Smolensk gebracht. Nach dem deutschen Überfall auf die Sowjetunion am 22. Juni 1941 sei es nicht gelungen, diese drei Lager rechtzeitig zu evakuieren, die Polen seien in die Hand der vorrückenden Deutschen gelangt und im August und September 1941 vom Baubataillon 537 der Wehrmacht erschossen worden. Allerdings gaben die Verfasser des Berichtes auch korrekt an, dass die Toten Winterkleidung getragen hätten.
Als sich im Frühjahr 1943 die Front wieder von Osten her Smolensk näherte, hätten die Deutschen die Massengräber geöffnet, um in einer großen Propagandaaktion der sowjetischen Seite die Schuld zu geben. Bei diesen Manipulationen seien allerdings mehrere Briefe, Postkarten und andere Schriftstücke übersehen worden, die aus dem Zeitraum zwischen dem 12. November 1940 und dem 20. Juni 1941 stammten. 500 sowjetische Kriegsgefangene, die die Deutschen dabei eingesetzt hätten, seien anschließend von ihnen erschossen worden. Die Gesamtzahl der Toten gab der Bericht mit 11.000 an.

### Journalistenprogramm
Die sowjetischen Behörden luden in Moskau akkreditierte Auslandskorrespondenten zu einer Pressekonferenz der Burdenko-Kommission nach Katyn ein, überwiegend US-Amerikaner und Briten. Eine 19-köpfige Gruppe reiste in einem ehemaligen Salonwagen der Zarenfamilie nach Smolensk, bewirtet wurden die Journalisten dabei mit Kaviar und Krimsekt. Unter ihnen waren Jerome Davis („Toronto Star“), der zuvor Soziologie-Professor in Yale war, Richard Lauterbach („Time Magazine“), William H. Lawrence („New York Times“), Homer Smith (Associated Negro Press), der einzige afroamerikanische Korrespondent an der Ostfront, Edmund Stevens („The Christian Science Monitor“) und Alexander Werth (BBC und „London Sunday Times“). Zu der Gruppe gehörte auch Kathleen Harriman, die Tochter des US-Botschafters in Moskau W. Averell Harriman, die offiziell als Vertreterin des Office of War Information (OWI) mitreiste, und als Beobachter John Melby, Dritter Sekretär der US-Botschaft. Es waren insgesamt dreizehn US-Bürger, fünf Briten und ein Franzose. Bei der Ankunft des Zuges in Smolensk warteten Kameraleute der sowjetischen Wochenschau, sie begleiteten die Delegation auch nach Katyn. Zu der Gruppe stieß dort der polnische Journalist Jerzy Borejsza, der im Range eines Hauptmanns einer der Politruks der Berling-Armee war, der unter sowjetischem Oberkommando stehenden polnischen Streitkräfte.
Nach der Besichtigung des Gräberfeldes wurden die Journalisten zu einem beheizten Militärzelt gebracht. Professor Viktor Prosorowski erklärte ihnen anhand von Gewebeproben, dass der Todeszeitpunkt auf den Spätsommer 1941 festzulegen sei. Anschließend berichteten angebliche Augenzeugen über die angebliche Erschießung der Polen durch die Deutschen. Auch der frühere Smolensker Vizebürgermeister Basilewski belastete die Deutschen schwer. Allerdings durften die Korrespondenten nur den Mitgliedern der Kommission, nicht aber den Zeugen Fragen stellen. Der US-amerikanische Botschaftssekretär John Melby schrieb in seinem Bericht über die Katyn-Reise, dass einige der Korrespondenten darüber verärgert gewesen seien und die Stimmung immer angespannter geworden sei.
Wie erst in den 1990er Jahren bekannt wurde, inhaftierte der NKWD einen Teil der angeblichen Augenzeugen kurz nach der Pressekonferenz. Die meisten kamen erst während der ersten Amnestiewelle von 1956 drei Jahre nach dem Tod Stalins frei. Mehrere allerdings verschwanden spurlos. Der ehemalige NKWD-General Dmitri Tokarjew, der an der Massenexekution der Polen in Kalinin beteiligt war, berichtete 1991 einem russischen Staatsanwalt, dass 1944 aus Moskau der Befehl ergangen sei, „keinen der Zeugen am Leben zu lassen“ (не оставлять в живых ни одного свидетеля).

## Folgen

### Presseberichte
Der Brite Alexander Werth befand in seinen Berichten: „Die Technik dieser Massenmorde war eher deutsch, als russisch.“ (The technique of those murders was German, rather than Russian.) Auch Professor Jerome Davis sah die deutsche Schuld als erwiesen an. Ebenso stellte „Time“-Korrespondent Richard Lauterbach fest, er sei wie die Mehrheit der Gruppe zum Schluss gekommen: „Die Deutschen haben die Polen niedergemetzelt.“ (The Germans had slaughtered the Poles.) In gleicher Weise ließ sein Landsmann Edmund Stevens keinerlei Distanz zur Version der Burdenko-Kommission erkennen. Die beiden Amerikaner waren heimlich Mitglieder der KPdSU, wie Mitte der 1990er Jahre durch die Freigabe von Dokumenten aus dem VENONA-Projekt bekannt wurde, Stevens war demnach auch Informant der sowjetischen Geheimdienste. Eine Broschüre des in Moskau gegründeten Bundes Polnischer Patrioten, die die Version der Burdenko-Kommission propagierte, enthielt auch die Katyn-Reportagen von Davis, Stevens und Werth.
Die anderen westlichen Korrespondenten hielten sich an die während der Rückfahrt vereinbarte Linie, selbst keine Einschätzung vorzunehmen. Nach Berichten eines amerikanischen Priesters sowie des Journalisten und Verlegers William Lindsay White, die beide im Sommer 1944 mit einigen der Teilnehmer der Korrespondentenreise nach Katyn gesprochen hatten, äußerten diese durchweg Zweifel an der sowjetischen Darstellung. Einige von ihnen kamen zum Schluss, dass die sowjetische Seite für sie in Katyn eine Schau inszeniert habe. Doch flossen ihre Zweifel nicht in die Berichterstattung ein, da damals die Korrespondentenberichte aus Moskau einer Vorzensur unterlagen. So stellten die meisten amerikanischen und britischen Zeitungen die Version der Burdenko-Kommission als verbürgt dar.
Homer Smith schilderte seine Eindrücke erst in seinen 20 Jahre nach der Reise veröffentlichten Memoiren „Black Man in Red Russia“. Er sei bei dem Besuch überzeugt gewesen, dass es sich um eine sowjetische Manipulation gehandelt habe. Doch hatte er ein Jahrzehnt zuvor einem Journalisten der in London erscheinenden polnischen Exilzeitung „Wiadomości“ nach dessen Zeugnis privat darüber berichtet.

### Reaktionen der Regierungen
Der Botschaftssekretär Melby schrieb in seinem Bericht für das State Department, dass trotz einiger Lücken in der Argumentation die russische Version „überzeugend“ (convincing) sei. Auch die Botschaftertochter Kathleen Harriman bescheinigte in ihrem Bericht der Burdenko-Kommission eine korrekte Arbeit und sah die deutsche Täterschaft bewiesen. Botschafter Harriman übernahm diese Darstellung und telegrafierte an Präsident Franklin D. Roosevelt, die Teilnehmer der Journalistenreise seien zum Schluss gekommen, „dass aller Wahrscheinlichkeit nach das Massaker von den Deutschen begangen wurde (in all probability the massacre was perpetrated by the Germans).“
In London wies der britische Botschafter bei der polnischen Exilregierung, Owen O’Malley, in einer Analyse des Berichtes auf zahlreiche Ungereimtheiten darin hin. Auch sah er es als indirektes Schuldeingeständnis an, dass Moskau keine ausländischen Spezialisten nach Katyn eingeladen habe. Ein Teil der Experten des Foreign Office hielt dagegen den Bericht der Burdenko-Kommission für überzeugend, wie aus der vom Historiker Rohan D’Olier Butler verfassten Denkschrift über die Haltung der britischen Regierung zur Causa Katyn (Butler-Memorandum) hervorgeht. Der britische Premier Winston Churchill ordnete angesichts der widerstreitenden Meinungen der Experten Stillschweigen über den Fall an. Der Umschlag mit der Analyse O’Malleys wurde versiegelt und archiviert; stattdessen wurde die von der sowjetischen Botschaft in London versandte englische Übersetzung des Burdenko-Berichts nachgedruckt und kam in den Behördenumlauf.
Die polnische Exilregierung ließ einen Bericht mit dem Titel „Der Massenmord an den polnischen Kriegsgefangenen in Katyn“ zusammenstellen und ihn in englischer Übersetzung auch dem Foreign Office übermitteln, wo er allerdings offiziell ignoriert wurde. Der Bericht, der die sowjetische Täterschaft durch eine Fülle von Indizien als erwiesen bezeichnete, wurde erst 1990 publiziert. Eine noch umfassendere Analyse des Berichts der Burdenko-Kommission mit demselben Ergebnis enthielt das 1948 von General Władysław Anders im Auftrag der Exilregierung herausgegebene „Weißbuch“ zu Katyn. Darin wurde u. a. der Nachweis geführt, dass die drei angeblichen Lager 1-ON, 2-ON und 3-ON nie existiert haben.
Die von den deutschen Besatzern kontrollierten polnischen Blätter, die im Generalgouvernement Polen erschienen, veröffentlichten eine Stellungnahme des in Berlin lebenden früheren Premierministers Leon Kozłowski, in der dieser erklärte, die Tätigkeit der Burdenko-Kommission erinnere „an einen sehr schlechten Film“.
Das Propagandaministerium in Berlin versuchte, eine Kampagne gegen den Bericht der Burdenko-Kommission zu initiieren. So sollte die deutsche Botschaft in Helsinki den Militärarzt Arno Saxén, ein Mitglied der internationalen Ärztekommission in Katyn, dazu bewegen, den Bericht zu widerlegen. Doch lehnte Saxén dies ab. Immerhin stießen die deutschen Diplomaten auf eine finnische Expertise, nach der die in Katyn festgestellte Art der Exekution typisch für den NKWD war. Für die Versendung dieser Expertise an die ausländische Presse sowie an das diplomatische Korps in Berlin war der Hitler-Gegner Hans Bernd von Haeften zuständig.

## Aufarbeitung

### Berichte über Zweifel Burdenkos
1950 publizierte die in Paris erscheinende antisowjetische Zeitschrift „Sozialistitscheski Westnik“ den Leserbrief eines Exilrussen namens Boris Olschanski, der sich darin als Freund der Familie Burdenko bezeichnete. Olschanski habe 1945 Burdenko in Moskau besucht. Dieser habe erklärt, er sei bei den Untersuchungen der Massengräber von Katyn zur Erkenntnis gelangt, dass diese bereits 1940 angelegt worden seien, dass somit die Sowjets die Täter seien. Doch habe „Stalin persönlich“ aufgetragen, dass seine Expertise die Schuld der Deutschen beweisen müsse.
Nach der Analyse der NKWD-Akten zu der Kommission in den 1990er Jahren äußerten russische Historiker die Auffassung, dass Burdenko nicht in die Manipulationen Merkulows eingebunden gewesen sei und davon nicht habe erfahren sollen. Ein früherer NKWD-Funktionär, der an der Präparierung der Massengräber beteiligt war, gab zu Protokoll, dass nach seinem Eindruck Burdenko die Manipulationen durchschaut, doch aus Angst vor Repressalien dazu geschwiegen habe.

### Nürnberger Prozesse
Bei den Vorbereitungen der Nürnberger Prozesse einigten sich die Vertreter der Siegermächte auf eine Bestimmung, die die Verfahren abkürzen sollte: Die Abschlussberichte von bereits durch die Siegermächte untersuchten Kriegsverbrechen sollten als Beweismaterial zugelassen sein. Aus diesem Grunde veranstalteten die sowjetische Behörden ein halbes Dutzend Schauprozesse wegen deutscher Kriegsverbrechen. Beim Leningrader Prozess (Dezember 1945/Januar 1946) gehörte Katyn zu den Anklagepunkten.
Beim Nürnberger Prozess gegen die Hauptkriegsverbrecher setzte der sowjetische Hauptankläger Roman Rudenko den Massenmord von Katyn auf die Liste der deutschen Kriegsverbrechen. Als Beweismaterial präsentierte er unter dem Aktenzeichen USSR-54 den Bericht der Burdenko-Kommission sowie unter den Aktenzeichen USSR-90 und USSR-91 die Urteile im Leningrader Prozess, allerdings fehlte in der Begründung der Anklagepunkt Katyn. In der britischen Juristendelegation kamen allerdings, abweichend von der offiziellen Linie Londons, Zweifel an der Korrektheit der sowjetischen Darstellung auf, wie Telford Taylor, der Assistent des US-Hauptanklägers Robert H. Jackson, in seinen Memoiren über die Nürnberger Prozesse schilderte. Jackson selbst wurde von seinem Berater William J. Donovan, dem früheren Chef des US-Geheimdienstes OSS, sowie dem deutschen Widerstandskämpfer Fabian von Schlabrendorff, der 1943 in Smolensk stationiert und über die damaligen Untersuchungen der Ärztekommission gut unterrichtet war, bei einem Treffen davon überzeugt, dass das Beweismaterial USSR-54 nicht den Tatsachen entsprechen könne. Auch bekam die US-Delegation in Nürnberg die Analyse der polnischen Exilregierung von 1946. Im Verlauf des Verfahrens einigten sich die Vertreter der Siegermächte darauf, den Anklagepunkt Katyn nicht mehr zu erwähnen; eine Begründung dafür wurde allerdings nicht geliefert.

### Madden-Kommission
1951/52 untersuchte ein Ausschuss des US-Kongresses, der nach seinem Vorsitzenden Ray J. Madden von den Medien Madden-Kommission genannt wurde, ob die US-Regierung unter Roosevelt Berichte über Indizien für die sowjetische Täterschaft in Katyn unterdrückt habe. Bei den Anhörungen wurden Spezialisten und Zeugen auch zu dem Bericht der Burdenko-Kommission befragt. Der frühere Moskau-Botschafter W. Averell Harriman musste sich von der Kommission vorhalten lassen, mit der Bestätigung des Berichtes der Burdenko-Kommission naiv auf die sowjetische Propaganda hereingefallen zu sein. Seine Tochter Kathleen musste eingestehen, dass es ihr bei der Reise nach Katyn 1944 gänzlich die Kompetenz gefehlt habe, die Präsentation der Burdenko-Kommission einzuschätzen. Der frühere Botschaftssekretär John Melby wusste keine Antwort auf die Frage, warum er in der Bilanz seines Berichtes von 1944 die deutsche Täterschaft unterstrichen habe, obwohl der Bericht selbst „zu 95 Prozent“ aus Argumenten für die sowjetische Schuld bestehe. Der in den Westen geflohene russische Mathematikprofessor Boris Olschanski bestätigte den Inhalt seiner Unterredung mit Burdenko, in der dieser eingestanden habe, von der sowjetischen Täterschaft überzeugt gewesen zu sein.
Madden schickte am 25. Februar 1952 im Namen des US-Ausschusses über den sowjetischen Botschafter in den USA Panjuschin einen Fragenkatalog zu Katyn an die Regierung der UdSSR. In einer "Note der Sowjetregierung an die Regierung der USA" vom 29. Februar 1952 wurde das Madden-Schreiben als eine "Beleidigung der Sowjetunion" bezeichnet.  Die USA habe acht Jahre lang keinerlei Einwände gegen die Feststellung der Burdenko-Kommission gehabt, so dass das Madden-Schreiben nur den Zweck haben könne, "die Sowjetunion zu verleumden und damit die allgemein als Verbrecher anerkannten Hitlerfaschisten zu rehabilitieren. Der Note beiliegend übersandte die sowjetische Botschaft in Washington den Bericht der Burdenko-Kommission. Der Abschlussbericht der Madden-Kommission wies auf viele Unstimmigkeiten in den Erklärungen der Burdenko-Kommission hin und kam zum Schluss, dass die Antwort auf die Frage nach den Mördern von Katyn nur die NKWD-Archive liefern könnten.
In der Volksrepublik Polen veröffentlichte das Parteiorgan Trybuna Ludu im Rahmen einer Pressekampagne gegen die Madden-Kommission am 4. März 1952 den vollständigen Bericht der Burdenko-Kommission auf drei vollen Seiten. Die von der kommunistischen Führung kontrollierte Presse veröffentlichte zahlreiche Artikel, in denen dieser Bericht als korrekt dargestellt und Katyn in eine Reihe mit den deutschen Verbrechen von Auschwitz und Majdanek gestellt wurde.

### Polnisch-russische Historiker-Kommission
1987 verständigten sich der sowjetische Generalsekretär Michail Gorbatschow und der polnische Staats- und Parteichef Wojciech Jaruzelski auf die Einrichtung einer „Gemeinsamen Kommission von Parteihistorikern“, die „weiße Flecken“ in der gemeinsamen Geschichte aufarbeiten sollte. 1988 präsentierten die polnischen Kommissionsmitglieder eine Expertise, in der sie den Ergebnissen der Burdenko-Kommission jede Grundlage absprachen. Doch die sowjetische Seite wies die Expertise zurück. Sie wurde in Polen 1989 veröffentlicht, in der Sowjetunion 1991, ein Jahr, nachdem Gorbatschow die Täterschaft des NKWD eingestanden hatte.

### Militärstaatsanwaltschaft in Moskau
Von 1990 bis 1994 analysierte die Militärstaatsanwaltschaft in Moskau Aktenmaterial zur Burdenko-Kommission und befragte Zeugen. Sie kam zum Ergebnis, dass dem Bericht der Kommission gefälschte Dokumente zugrunde gelegen hätten und einige ihrer Mitglieder an den Fälschungen beteiligt gewesen seien. Die russische Hauptmilitärstaatsanwaltschaft beauftragte eine Expertengruppe mit der Abfassung eines Rechtsgutachtens über den Bericht der Burdenko-Kommission. In dem am 2. August 1993 vorgestellten Gutachten hieß es: „Die Kommission fälschte Beweise, Zeugenaussagen und Dokumente. Ihr Vorgehen entsprach nicht wissenschaftlichen Kriterien, ihr Ergebnis nicht der Wahrheit.“
Die Ergebnisse der Militärstaatsanwaltschaft wurden indes von der Kommunistischen Partei Russlands in Frage gestellt, sie verteidigte den Bericht der Burdenko-Kommission als der Wahrheit entsprechend. Auch eine Reihe von Autoren tat dies, darunter der Hobbyhistoriker Juri Muchin, der prominenteste Vertreter der „Anti-Katyn“-Literatur, in der das Eingeständnis Gorbatschows von 1990 als Ergebnis von dessen Käuflichkeit und westlicher Erpressung dargestellt wird.